# Oudonjärvi
Oudonjärvi eller Ouonjärvi är en sjö i Finland. Den ligger i kommunen Vaala i landskapet Norra Österbotten, i den centrala delen av landet, 500 km norr om huvudstaden Helsingfors. Oudonjärvi ligger 127,8 meter över havet. Arean är 57,4 hektar och strandlinjen är 3,4 kilometer lång. Sjön  ingår i Siikajokis huvudavrinningsområde.   I omgivningarna runt Oudonjärvi växer i huvudsak blandskog.